# Karl Petter Løken
Karl Petter Løken (Karlskoga, 14 agosto 1966) è un ex calciatore norvegese.

## Carriera

### Club
Iniziò a giocare a calcio nelle giovanili di Sarpsborg FK ed Askim IF. Quando nel 1985 si trasferì a Trondheim per studiare al Norges Tekniske Høgskole, venne contattato dal Rosenborg ed accettò la richiesta di ingaggio che gli fu proposta. Utilizzato come jolly, agli esordi giocava sulla fascia destra come difensore o attaccante. Ha trascorso dodici stagioni nel Rosenborg, con cui ha vinto sette volte la Tippeligaen e quattro volte la Norgesmesterskapet.
Nel 1991 è stato anche capocannoniere del campionato norvegese, mettendo a segno 12 reti.
Nel 1997 passò allo Stabæk, dove giocò per due stagioni prima di ritirarsi, allenando per un breve periodo una formazione giovanile del club. In totale ha collezionato 243 presenze in Tippeligaen.

### Nazionale
Con la Nazionale Under-21 norvegese ha disputato 3 incontri tra il 1985 e il 1986.
Con la Nazionale maggiore ha disputato 36 incontri, segnando un gol in un'amichevole contro l'Austria il 31 maggio 1989 e partecipando al campionato del mondo 1994 negli Stati Uniti come riserva, senza mai scendere in campo.

## Palmarès

### Competizioni nazionali
- Tippeligaen: 7

Rosenborg: 1988, 1990, 1992, 1993, 1994, 1995, 1996
- Coppa di Norvegia: 4

Rosenborg: 1988, 1990, 1992, 1995

### Individuale
- Capocannoniere del campionato norvegese: 1

Rosenborg: 1991